# Edward Dickinson Baker
Pour les articles homonymes, voir Baker.
Edward Dickinson Baker (24 février 1811 - 21 octobre 1861) est un homme politique américain né en Angleterre, un avocat et un chef militaire. Lors de sa carrière politique, Baker a servi à la Chambre des représentants de l'Illinois, au Sénat de l'Illinois, puis à la Chambre des représentants des États-Unis en tant que représentant de l’Illinois, et plus tard comme sénateur des États-Unis pour l'Oregon. Ami de longue date du président des États-Unis Abraham Lincoln, Barker sert comme colonel de l'armée des États-Unis à la fois lors de la guerre américano-mexicaine et lors de la guerre de Sécession. Baker est tué lors de la bataille de Ball's Bluff alors qu'il commande un régiment de l'armée de l'Union, devenant le seul sénateur siégeant à être tué lors de la guerre de Sécession.

## Jeunesse
Né à Londres en 1811 d'un maître d'école Edward Baker et de Lucy Dickinson Baker, des quakers pauvres mais éduqués, l'enfant Edward Baker et sa famille quittent l'Angleterre et émigrent aux États-Unis en 1816, arrivant à Philadelphie, où le père de Baker crée une école. Ed suit sa scolarité dans l'école de son père avant de devenir apprenti comme opérateur de métier à tisser dans une fabrique de tissage. En 1825, la famille quitte Philadelphie et part pour New Harmony, dans l'Indiana, une communauté utopiste sur la rivière Ohio dirigée par Robert Owen et tournée vers les idéaux communautaires.
La famille quitte New Harmony en 1826 et s’installe à Belleville dans le territoire de l'Illinois, une ville située près de St. Louis. Baker et son père achètent un cheval et une charrette et commence une affaire de Drayage (en) qui opère à St. Louis par le jeune Ned. Baker rencontre le gouverneur Ninian Edwards, qui l'autorise à accéder à sa bibliothèque de droit privée. Plus tard, il part pour Carrollton, Illinois, où il est admis au barreau en 1830. Le 27 avril 1831, il se marie avec Mary Ann Foss , ils auront cinq enfants ensemble.

## Avocat en Illinois

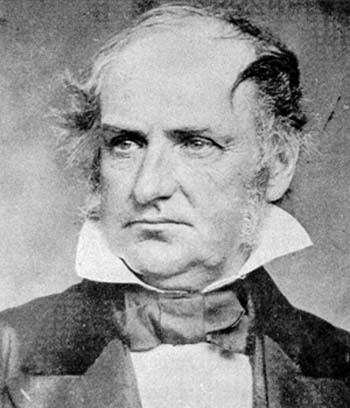
Edward Dickinson Baker

Peu après son mariage, Baker entre chez les disciples du Christ et s'engage dans le prêche à temps partiel, ce qui par voie de conséquence lui permet de prendre conscience de ses compétences oratoires, une activité qui finalement le rendra célèbre. Un an après son mariage, Baker participe à la guerre de Black Hawk mais n'est pas engagé dans les hostilités. Vers 1835, il fait la connaissance d'Abraham Lincoln et s'implique rapidement dans la politique locale, étant élu à la Chambre des représentants de l'Illinois le 1er juillet 1837, et servant au Sénat de l'Illinois de 1840 à 1844. En 1844, alors qu'il vit à Springfield, il bat Lincoln à la nomination pour le septième siège au congrès et est élu en tant que whig. Baker et Lincoln deviennent néanmoins rapidement des amis, - une association qui donne de la crédibilité à l'affirmation selon laquelle Baker aurait baptisé Lincoln ; cette affirmation est décrite comme apocryphe par les leaders du mouvement de la restauration avec lequel l'Église du Christ de Baker est associée.
En septembre 1844, Baker fait montre d'une bravade impétueuse lors d'un incident découlant du meurtre de Joseph Smith, le fondateur du mouvement des saints des derniers jours, par une foule dans une prison près de Nauvoo, Illinois. Alors colonel de la milice locale, Baker fait partie d'un groupe qui poursuit les meneurs de la foule ayant fui derrière le fleuve Mississippi dans le Missouri. Plutôt que d'attendre d'être rejoint par les autres, Baker traverse la rivière et appréhende les fugitifs.
Baker sert au congrès entre le 4 mars 1846 jusqu'à la date de sa démission le 24 décembre 1846, pour prendre effet au 15 janvier 1847. Il démissionne à la suite d'une dispute sur la légalité de servir à la fois au congrès et dans l'armée. La controverse vient de l'article I, section 6 de la constitution des États-Unis appelée clause d'incompatibilité (en), qui interdit à un « officier des États-Unis » de servir lors d'un congrès. Les deux amis proches restant, néanmoins, avec Lincoln appelant un de ses fils Edward Baker Lincoln, appelé avec affection «Eddie ». Lincoln et Baker jouent occasionnellement ensemble au « fives », une forme de handball.
Pendant la guerre américano-mexicaine, Baker met entre parenthèses sa carrière politique et est nommé colonel du 4th Illinois Volunteer Infantry Infantry le 4 juillet 1846. Lors de la bataille de Cerro Gordo, le régiment est rattaché à la brigade de l'Illinois du général James Shields de la division du général David E. Twiggs. Lorsque Shields est sérieusement blessé par un tir de barrage d'artillerie, Baker mène avec audace la brigade contre la batterie d'artillerie retranchée, capturant alors les canons. Le général Winfield Scott dira plus tard : « la bridage si valeureusement menée par le général Shields, et après, par le colonel Baker, mérite une haute recommandation pour sa tenue et son succès ». Peu après Cerro Gordo, la période d'enrôlement se termine pour les hommes du 4th Illinois et ils retournent à la Nouvelle Orléans et sont libérés le 24 mai 1847. Baker retourne à Springfield en 1848, mais, plutôt que de se lancer contre Lincoln pour une nomination au congrès, Baker part pour Galena, où il est nommé et élu en tant que whig au trente et unième congrès (en) (4 mars 1849 - 4 mars 1851). Il n'est pas candidat pour une nouvelle nomination en 1850.
En juillet 1850, il propose à la compagnie du chemin de fer du Panama de recruter des hommes pour aider à reconstruire la voie ferrée. Baker accepte de payer leurs dépenses de St. Louis et au Panama, et la compagnie les enverra à San Francisco pour le 1er mai 1850. Il tombe malade au Panama souffrant d'une maladie tropicale et doit retourner aux États-Unis.

## Carrière politique en Californie
Lorsque Baker n'obtient pas un poste dans un cabinet sous la présidence de Zachary Taylor, il part pour San Francisco en 1852. Il exerce le droit avec succès, malgré les dires de certains selon lesquels il fait un travail bâclé et ne porte pas attention aux détails, des caractéristiques qui l'avaient déjà atteint précédemment : en tant que législateur, on a dit de lui qu'il ne portait que peu d'attention aux détails sans intérêt. Baker rencontre Isaac J. Wistar (en), de seize ans son cadet et issu d'une famille influente de Philadelphie. Il a dit que Baker ne gardait aucun dossier et qu'il comptait sur sa mémoire et sur une liasse de papiers qu'il mettait dans son chapeau. Baker dédaigne se préparer pour les cas pénaux et pense qu'il est plus efficace lorsqu'il parle de manière impromptue au jury. Wistar dit que Baker reçoit des honoraires substantiels mais dépense l'argent aussi vite qu'il ne l'encaisse, et qu'une partie des dépenses paie des dettes de jeu (faro). Les deux forment un partenariat réussi à Montgomery et Jackson Streets.
La Californie est admise au sein des États-Unis en 1850 en tant qu'État libre (sans esclavage), mais à la fin des années 1850, l'État est tiraillé sur les problèmes de l'esclavage, et Baker devient un leader dans le mouvement qui cherche à maintenir la Californie dans l'Union. En 1855, il est candidat au siège du sénat de l'État en tant que whig sur un ticket du Free Soil Party mais échoue en raison de l'effondrement du parti whig.
C'est lors de cette période que Baker acquiert le surnom de « Gray Eagle » en raison de sa chevelure grise (bien qu'elle se dégarnisse). Il mesure un peu moins d'un mètre quatre vingt trois. Baker est impliqué dans un cas criminel célèbre en 1855 qui menace son avenir juridique et politique. Il est critiqué pour la défense de Charles Cora, un joueur accusé d'avoir tué un marshall des États-Unis. Le jury ne parvient pas à établir un verdict, et Cora est lynché par une foule d'auto-défense. L'expérience pousse Baker à devenir actif dans le parti de la loi et de l'ordre (Law and Order Party), qui s'oppose aux actions du Comité de vigilance de San Francisco, qui accapare la loi. À la suite des critiques de ses actions par le comité, Baker quitte temporairement la ville et part quelque temps pour la région de Sacramento.

## Carrière politique en Oregon
Frustré par son échec à la course pour l'élection à la Chambre des représentants des États-Unis en 1859, Baker regarde vers des verts pâturages politiques dans le nord. L'Oregon retient l'attention des personnes qui ont déjà vécu en Illinois, dont celles qu'il a connues à Springfield. Il s'est intéressé à la politique de l'Oregon en 1857, lorsque le Dr Anson Henry, un ami de Springfield qui est parti s'installer en Oregon, lui indique qu'il peut gagner l'élection sénatoriale dans cet État. Après être devenu un État le 14 janvier 1859, les républicains de l'Oregon demande à Baker de venir dans leur état pour concourir à l'élection sénatoriale et contrer les forces démocrates présentes.
À la fin de février 1860, la famille Baker a déménagé dans une maison de Salem qui se trouve actuellement sur le campus de l'université de Willamette Baker ouvre un cabinet d'avocat et commence à faire campagne pour les républicains dans l'état. Le 4 juillet 1860 à Salem, il prend connaissance des bruits de la menace de Sécession et proclame sa volonté de mourir pour son pays : « s'il m'est réservé de mettre ma vie insignifiante sur l'autel de mon pays pour le défendre contre des assaillants intérieurs, je le déclare ici aujourd'hui que j'aspire à aucune autre gloire plus élevée que le soleil de ma vie puisse descendre dans l'ombre du temple de la liberté et baptiser l'emblème de la grandeur de la nation, les « Stars and Stripes », qui flottent si fièrement devant nous aujourd'hui, dans le sang le plus chaud de mon cœur ».
La législature de l'Oregon se rassemble à Salem en septembre 1860 pour élire deux sénateurs. Dans un effort pour empêcher Baker d'obtenir la majorité requise de 26 voix, six sénateurs pro-esclavagistes quitte l'assemblée et se cachent dans une grange pour que le quorum ne soit pas atteint. Ils sont ramenés, et les législateurs trouvent un compromis le 7 octobre 1860 et élisent James Nesmith (en), un démocrate pro-Douglas (en), et Baker. Les démocrates pro-Douglas soutiennent Baker en raison de sa sincérité et de son soutien à la souveraineté populaire (en).

## Sénateur des États-Unis
Baker prend son siège au sénat le 5 décembre 1860. Son collègue de l'Oregon, le sénateur Joseph Lane, le déteste tellement qu'il refuse de suivre la tradition pour l'accueillir Baker au sénat, aussi c'est le sénateur démocrate Milton Latham de Californie qui le fait.
Le 31 décembre 1860, le sénateur Judah Benjamin de Louisiane déclare que les états du Sud ont le droit constitutionnel de faire sécession et les que les autres états se joindront rapidement à la Caroline du Sud qui a fait sécession le 20 décembre 1860. Le lendemain, Baker réfute l'argument de Benjamin lors d'un discours de trois heures. Il reconnaît qu'il s'oppose à une interférence avec les propriétaires d'esclaves dans les états esclavagistes, mais qu'il s'oppose aussi à la sécession et à l'expansion de l'esclavage dans les nouveaux territoires et les états. En mars 1861, il indique sa volonté de faire un compromis sur certains problèmes pour éviter la dislocation du pays.
Abraham Lincoln entre en fonction le 4 mars 1861. Baker et le sénateur James A. Pearce (en) du Maryland font face à l'arrière du carrosse présidentiel alors qu'il se dirige de la Maison Blanche vers le Capitole, et Lincoln et les président sortant James Buchanan font face à l'avant. Sur le dos d'un cheval à la tête de l'escorte de cavalerie se trouve l'homme qui aura une place d'importance en tant que commandant de Baker lors de la bataille de Ball's Bluff. Le colonel Charles P. Stone est un officier prometteur de l'Union qui est responsable de la sécurité à Washington pour l'inauguration. Stone éperonne son cheval pour exciter les autres chevaux de l'escorte parce qu'il pense que des chevaux caracolant forment une meilleure barrière de protection et protègent les dignitaires dans leur carrosse. Baker introduit Lincoln à l'audience rassemblée sur le portique est du Capitole : « Concitoyens, je vous présente, Abraham Lincoln, président des États-Unis ».
Lincoln ne nomme pas Baker dans son cabinet parce que son soutien au sénat est critique. Si Baker démissionne de son siège au sénat, le gouverneur démocrate pro-esclavagiste de l'Oregon, John Whiteaker, nommerait un démocrate pro-esclavagiste pour prendre sa place.

## Mort au combat

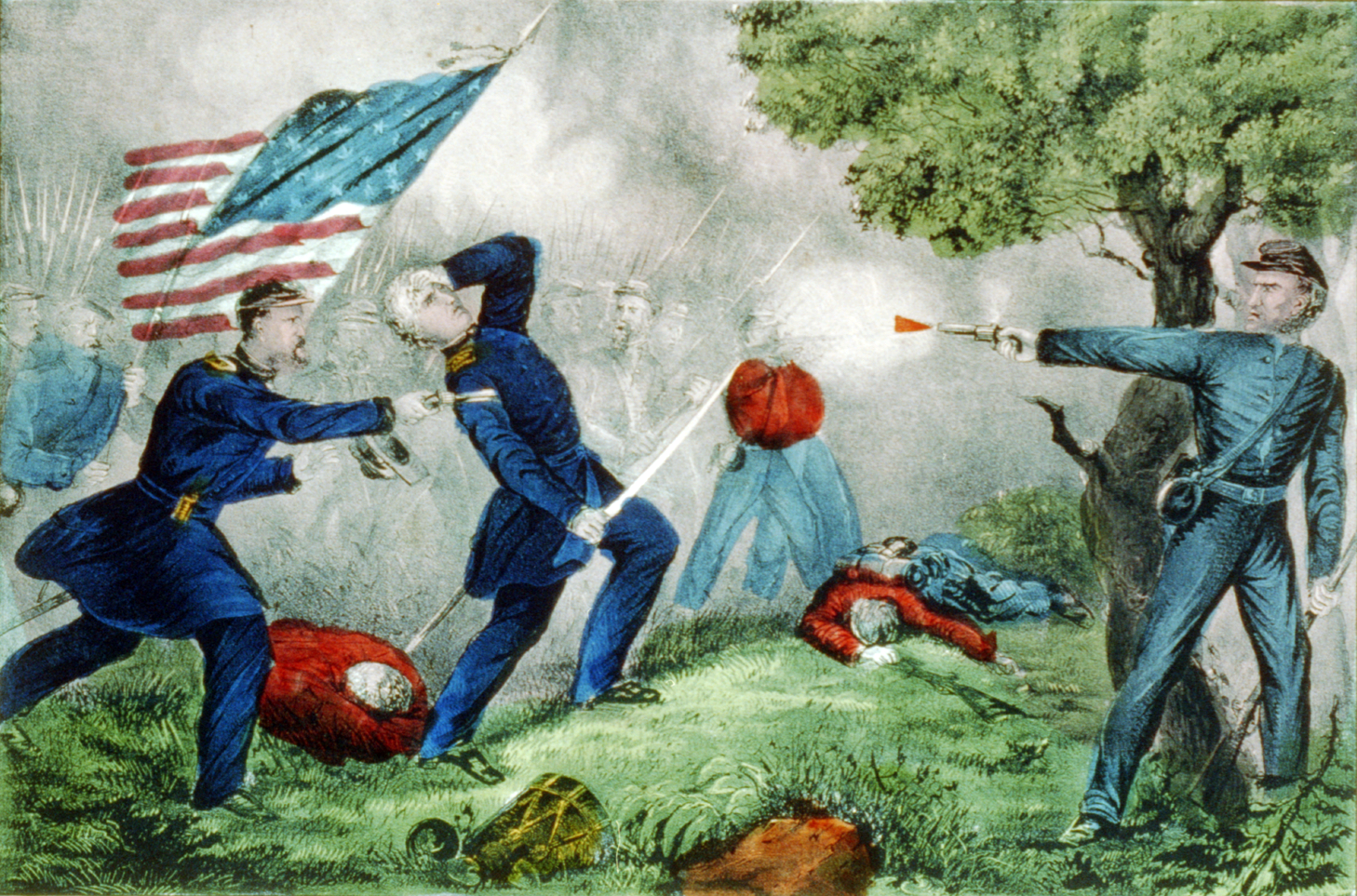
Mort du colonel Edward D. Baker lors de la bataille de Ball's Bluff, 21 octobre 1861.

La guerre de Sécession commence le 12 avril 1861 lorsque l'artillerie confédérée tire sur le fort Sumter, et trois jours plus tard, le président Lincoln, lance un appel pour lever 75 000 volontaires. Baker quitte le sénat pour partir pour New York City, où il parle pendant deux heures à une foule de 100 000 personnes dans Union Square le 19 avril 1861. Il est direct : « l'heure de la conciliation est terminée ; le rassemblement pour le combat est à portée de main, et le pays a besoin de chaque homme qui peut faire son devoir ». Il affirme sa propre volonté de prendre les armes : « si la Providence le veut, cette faible main peut brandir une épée, jamais encore déshonorée, pas pour combattre pour l'honneur sur une terre étrangère, mais pour son pays, sa maison, pour la loi, pour le gouvernement, pour la Constitution, pour le droit, pour la liberté, pour l'humanité ». Le lendemain, il rencontre 200 hommes de Californie qui veulent former un régiment qui symbolisera l'engagement de la côte ouest pour la cause de l'Union. Le 8 mai 1861, Baker est autorisé par le secrétaire à la guerre Simon Cameron à former le California Regiment (en) avec lui en tant qu'officier commandant avec le grade de colonel.
Baker télégraphie à Isaac J. Wistar (en), son partenaire de San Francisco, qui est de retour à Philadelphie et lui demande de l'aider à lever et organiser le régiment. Lorsque Wistar s'enquiert du grade, Baker répond, « je ne peux pas à cet instant accepter un grade militaire sans compromettre mon siège au sénat. Mais tu connais mes relations avec Lincoln, et si tu fais cela pour moi, je peux t'assurer que dans moins de six mois je serai major général et tu auras une commission de brigadier général et la satisfaction de commander sous mes ordres ». Baker écrit à Lincoln le 11 juin 1861, demandant qu'une commandement lui soit donné où « il ne sera le second de personne ». Ses efforts portent leurs fruits : le 31 juillet 1861, Lincoln envoie les noms des hommes au sénat pour des nominations au rang de brigadier général. Sur la liste, aux côtés de Charles Stone, Ulysses Grant et d'autres, on retrouve Edward Baker.
Il dit au sénat qu'il refuserait la nomination en raison de sa légalité entachée de doute. Il dit qu'il est heureux que le gouvernement lui permette de commander avec son grade de colonel , « tout à fait suffisant pour toutes mes aspirations militaires », ce qui indique qu'il pense pouvoir être colonel tout en restant au sénat. Il écrit à Lincoln le 31 août 1861 pour décliner sa nomination au grade de brigadier général, citant le problème d'incompatibilité (en) et insinuant qu'il a la permission du gouvernement d'avoir une commission de colonel. Pour ajouter au mystère, le département à la guerre notifie à Baker le 21 septembre 1861 que Lincoln l'a nommé major général. Une liste des généraux de la guerre de Sécession fondée sur les archives officielles indique que Baker détient le grade de major général.
Il est affecté au commandement d'une brigade de la division de Stone, gardant les gués le long du fleuve Potomac au nord de Washington. Lors d'un dîner avec le journaliste George Wilkes (en) en août 1861, Baker prédit qu'il mourra lors d'une des premières batailles de la guerre : « je suis certain que je ne survivrai pas à cette guerre, et si mes troupes devaient montrer un manque de résolution, je devrai tomber à la première bataille. Je ne peux pas me permettre, après ma carrière au Mexique, et en tant que sénateur des États-Unis, de tourner le dos à l'ennemi ».
Baker s'arrête à la Maison Blanche le 20 octobre 1861 pour rendre visite à son vieil ami. Lincoln est assis contre un arbre sur le gazon au nord-est de la Maison Blanche, tandis que Baker est allongé sur le sol avec ses mains derrière sa tête. Willie Lincoln (en) jouent dans les feuilles pendant que les deux hommes discutent. Baker prend Willie et l'embrasse avant de serrer la main du président avant de partir. Mary Lincoln donne à Baker un bouquet de fleurs, qu'il accepte gracieusement et tristement : « Vraiment magnifique. Ces fleurs et ma mémoire se faneront ensemble ».
Le 21 octobre 1861, à la bataille de Ball's Bluff, vers quatre heures, il est frappé par une volée de balles dans son cœur et son cerveau le tuant instantanément. Wistar dit que Baker et lui avaient eu une brève discussion juste avant qu'il ne soit tué, et Baker a dit, « l'officier qui meurt avec ses hommes ne sera jamais jugé injustement ». Le président Lincoln est au quartier général du général George McClellan ce soir là quand il apprend la mort de Baker. Charles Carleton Coffin (en) du Boston Journal voit Lincoln pleurer quand il reçoit la nouvelle de la mort de Baker : « avec la tête baissée, et les larmes coulant le long de ses joues ridées, son visage pâle et blême, son cœur haletant avec émotion, il manque de tomber alors qu'il entre dans la rue ». Aux funérailles de Baker, Mary Todd Lincoln scandalise Washington en apparaissant dans un ensemble lilas, dont des gants et un chapeau assortis, plutôt qu'en noir traditionnel. Malgré l'amitié de Baker avec son mari, elle répond, « je me demande si les femmes de Washington espèrent que je m'habille en deuil à chaque soldat tué dans cette grande guerre ». Après d'autres funérailles à Philadelphie et dans la ville de New York, le corps de Baker est envoyé par bateau et le chemin de cher de Panama à San Francisco pour être enterré. Il est enterré dans la section OSD, Site 488, du cimetière national de San Francisco. De lui-même, Baker avait dit, « ma vraie force est mon pouvoir de commandement, de gouvernement et de direction des hommes. Je pense pouvoir emmener les hommes n'importe où ». Les amis de Baker, néanmoins pensent que son véritable talent réside dans ses compétences oratoires[réf. nécessaire].
Sa mort choque les officiels de Washington et aboutit à la formation du comité commun sur la conduite de la guerre (en) du congrès. Pratiquement trois ans après sa mort, la veuve de Baker, Mary Ann, est placée sur le registre des pensions du gouvernement, recevant 55 dollars par mois. La loi du congrès qui autorise ce versement est visible sur le site de la bibliothèque du Congrès. (S. 122)

## Honneurs

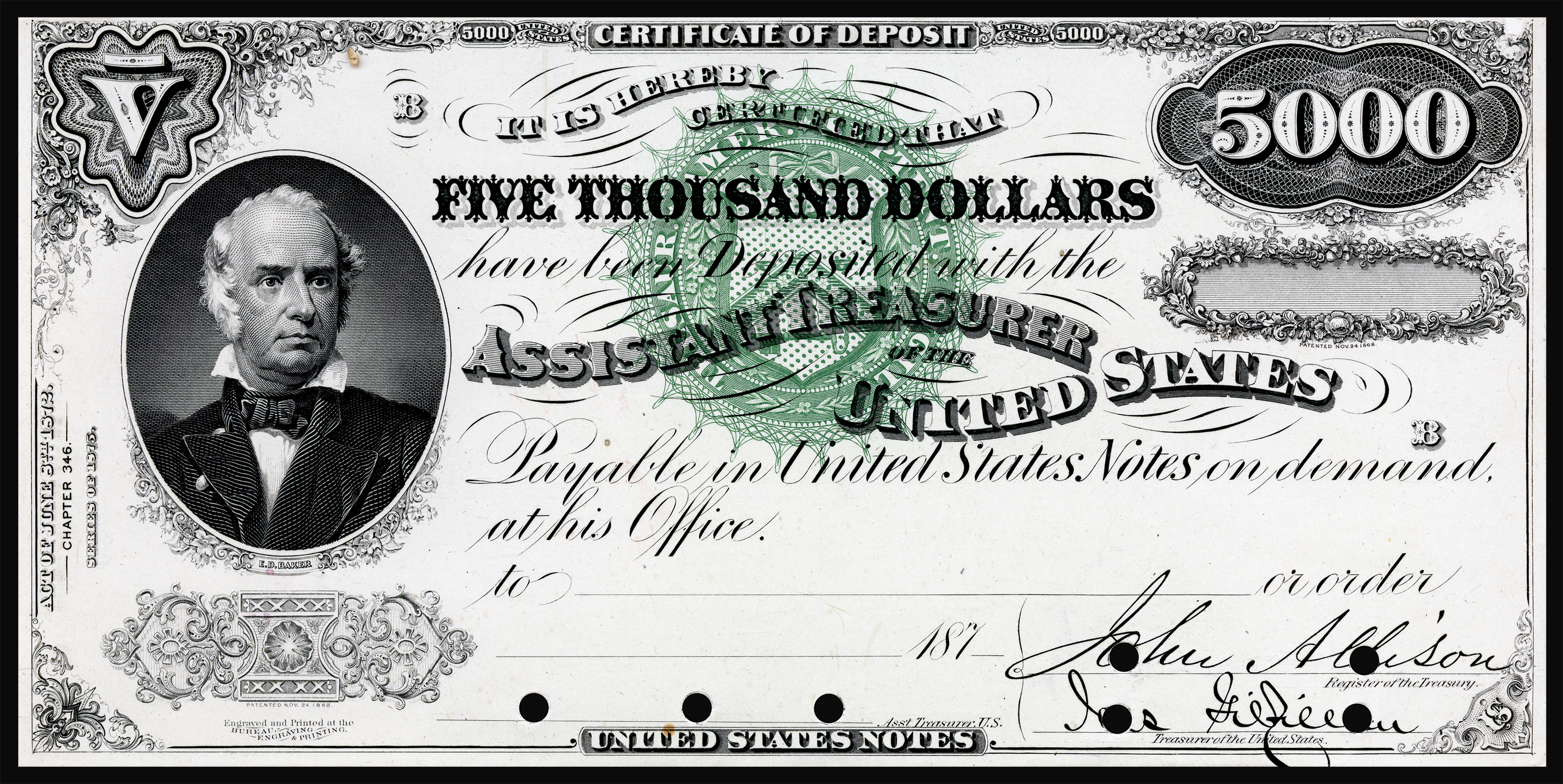
Baker apparaissant sur la série de 1875 des certificats de dépôt de 5000 dollars.

- Baker City, Oregon et le comté de Baker, Oregon, sont créés et baptisés en son honneur. Le comté est créé le 22 septembre 1862.
- Fort Baker (Nevada) (en), situé dans la vallée de Las Vegas, est établi en 1864 et est baptisé en son honneur[réf. nécessaire].
- Le 29 avril 1897, la réserve militaire de Lime Point, située près de Sausalito, Californie, est renommé Fort Baker (en) en son honneur.
- Il y a aussi un Fort Baker dans le district de Columbia est baptisé en son honneur. Il est situé entre les forts Meigs et Stanton, à un kilomètre six cents à l'est d'Uniontown à Fort Baker Drive et 30th Street.
- Une statue de marbre grandeur nature de Baker est sculpté par Horatio Stone (en) et est placée dans le Capitol Building. Les lois du congrès donnent 10 000 dollars pour sa création sont visibles sur le site de la bibliothèque du Congrès. (H.R. 2762 et H.R. 2586)
- Le 12 décembre 1861, après l'annonce de la mort de Baker, une résolution est soumise, par James W. Nesmith (en) de l'Oregon, est adoptée qui statue que les membres du Sénat porteront le deuil en portant une crêpe noire à leur bras gauche pendant trente jours. (Journal du Sénat de la bibliothèque du Congrès)
- Il y a une sculpture en plâtre de son visage dans le capitole de l'État d'Illinois à Springfield. Il est placé dans la bibliothèque légale du bureau de référence législatif, inclus dans un mur[40].
- La Baker Street à San Francisco, s'étendant de Haight Street à Buena Vista Park, passant par le Palace of Fine Arts jusqu'à la marina près du Golden Gate National Recreation Area sur Marina Boulevard, est nommée en référence à Baker.
- Le 19 mai 2011, le gouverneur de l'Oregon John Kitzhaber signe la loi SB809, désignant chaque 24 février comme le jour d'Edward D. Baker en Oregon à la demande des membres locaux des fils des vétérans de l'Union de la guerre de Sécession (en).
- Le 23 octobre 2011, la commission du cent cinquantième anniversaire de la guerre de Sécession fait donner un service commémoratif spécial honorant la vie et le service public de Baker à Salem, Oregon, qui s'est déroulé à l'heure de sa mort à la bataille de Ball's Bluff, 150 ans plus tôt[41]. Une commémoration simultanée se tient à Leesburg, Virginie[42].